# Issaquahské Alpy
Issaquahské Alpy jsou vysočina nedaleko města Issaquah v blízkosti Seattlu (asi 30 km jihovýchodně od jeho centra) v americkém státě Washington. Patří do nich vysoké vrcholy Pumí hora (486 m n. m.), Squacká hora (617 m n. m.), Tygří hora (916 m n. m.), Taylorova hora (790 m n. m.), Chřestýší hora (1 072 m n. m.) a Velký hřeben. V roce 1977 je pokřtil známý přírodní spisovatel Harvey Manning na stranách svého turistického průvodce Footsore 1, čímž zvýšil jejich význam z úpatí Kaskádového pohoří na „Alpy“. Manning, který sám žil ve srubu na civilizované straně Pumí hory, se tak zasloužil o jejich přivedení na vědomí ochránců přírody.
V roce 1979 Manning založil turistický klub Issaquah Alps Trails Club (IATC), který se začal starat o zdejší turistické stezky a usiloval o veřejné vlastnictví pohoří. IATC má své sídlo ve městě Issaquah, které si vysloužilo přezdívku „Město, kde začínají turistické stezky“, a odkud klub poskytuje průvodce pohořím.
Issaquahské Alpy běží po boku mezistátní dálnice Interstate 90 od západních svahů Kaskádového pohoří až po Washingtonovo jezero. Kopce se skládají z andezitových vulkanických hornin, které leží na vrstvě starších, těsně poskládaných hornin pocházejících z pobřežní planiny subkontinentu Severní Kaskády, který se zde nacházel před padesáti miliony lety, kdy zbytek Ameriky plul na západ po Atlantském oceánu. V poslední době ledové byly Alpy silně zerodovány ledovci. Vashonův ledovcový lalok vytvořil Chřestýší horu, vyřezal prudké svahy Squacké hory a na Pumí hoře zanechal obrovský bludný balvan o velikosti garáže.
Cedrová svědecká hora se náhle zvyšuje z morény mezi Chřestýším hřebenem a nejzápadnějšími svahy Kaskádového pohoří. Přestože je často považována za část Alp, jedná se o daleko mladší symetrický vulkanický kužel, takže je spíše příbuzná nedaleké Mount Washington v Kaskádovém pohoří.